# Ваймарер-Ланд
Ваймарер-Ланд (нім. Weimarer Land) — район у Німеччині, у складі федеральної землі Тюрингія, територія якого включає землі, розташовані навколо міста Ваймара (Веймара). Адміністративний центр — місто Апольда.

## Населення
Населення району становить 82 103 осіб (станом на 31 грудня 2021).

## Адміністративний поділ
Район складається з 4 міст і 10 самостійних громад (нім. Gemeinden), а також 48 громад, об'єднаних в 4 об'єднання громад (нім. Verwaltungsgemeinschaften).
Дані про населення наведені станом на 31 грудня 2021.
| Самостійні міста: 1. Апольда (23072) 2. Бад-Берка (7355) 3. Бад-Зульца (8037) 4. Бланкенгайн (6616) | Самостійні громади: 1. Гросгерінген (634) 2. Еберштедт (216) 3. Заалеплатте (Невірний параметр metadata 16071099) 4. Ільмталь-Вайнштрассе (6308) 5. Кеддеріч (Невірний параметр metadata 16071044) 6. Кромсдорф (Невірний параметр metadata 16071048) 7. Нідертребра (749) 8. Обертребра (244) 9. Раннштедт (Невірний параметр metadata 16071077) 10. Шмідегаузен (337) |

Об'єднання громад:

Зірочками (*) позначені центри об'єднань громад.
| - 1. Грамметаль (Невірний параметр metadata 160715012) 1. Бехштедтштрас (Невірний параметр metadata 16071006) 2. Гопфгартен (Невірний параметр metadata 16071034) 3. Даасдорф-ам-Берге (Невірний параметр metadata 16071012) 4. Іссерода * (Невірний параметр metadata 16071036) 5. Менхенгольцгаузен (Невірний параметр metadata 16071057) 6. Нідерциммерн (Невірний параметр metadata 16071065) 7. Нора (Невірний параметр metadata 16071067) 8. Оттштедт-ам-Берге (Невірний параметр metadata 16071073) 9. Тройштедт (Невірний параметр metadata 16071088) - 2. Краніхфельд (6207) 1. Гоенфельден (376) 2. Клеттбах (1292) 3. Краніхфельд * (3313) 4. Науендорф (304) 5. Ріттерсдорф (272) 6. Тонндорф (650) | - 3. Меллінген (8324) 1. Бухфарт (197) 2. Вігендорф (332) 3. Дебричен (232) 4. Гаммерштедт (190) 5. Гечбург (245) 6. Гросшвабгаузен (1058) 7. Еттерн (125) 8. Капеллєндорф (435) 9. Кіліансрода (175) 10. Кляйншвабгаузен (233) 11. Ленштедт (337) 12. Магдала (1987) 13. Мехельрода (266) 14. Меллінген * (1505) 15. Умпферштедт (638) 16. Фоллерсрода (209) 17. Франкендорф (160) | - 4. Нордкрайс-Ваймар (Невірний параметр metadata 160715013) 1. Бальштедт (288) 2. Берльштедт * (Невірний параметр metadata 16071007) 3. Буттельштедт (Невірний параметр metadata 16071011) 4. Вольсборн (Невірний параметр metadata 16071097) 5. Гайхельгайм (Невірний параметр metadata 16071028) 6. Грособрінген (Невірний параметр metadata 16071023) 7. Еттерсбург (700) 8. Кляйнобрінген (Невірний параметр metadata 16071039) 9. Краутгайм (Невірний параметр metadata 16071047) 10. Лойтенталь (Невірний параметр metadata 16071051) 11. Ноймарк (486) 12. Рамсла (Невірний параметр metadata 16071076) 13. Рорбах (Невірний параметр metadata 16071081) 14. Саксенгаузен (Невірний параметр metadata 16071082) 15. Фіппахедельгаузен (Невірний параметр metadata 16071092) 16. Шверштедт (Невірний параметр metadata 16071085) |